# Sonic the Hedgehog (OVA)
Sonic the Hedgehog, auch Sonic the Hedgehog: The Movie, ist eine japanische Original Video Animation (OVA) mit Segas Sonic the Hedgehog aus dem Jahre 1996.
Nachdem sich die Charaktere der Sonic-Spieleserie, wie Sonic, Tails oder Dr. Eggman, in den amerikanischen TV-Zeichentrickserien The Adventures of Sonic the Hedgehog (1993–1996) und Sonic SatAM (1993–1994) zunehmend optisch und charakterlich von den originalen Vorbildern aus den Videospielen entfernten, produzierte Sega 1996 zwei 27-minütige OVA, die am 26. Januar 1996 und am 22. März 1996 in Japan auf VHS veröffentlicht wurden und dort im Anime-Stil die Charaktere unter strenger Aufsicht der Sonic-Schöpfer Yūji Naka und Naoto Ōshima nach den Vorstellungen von Sega und den Videospielentwicklern darstellte. Am 7. November 1999 erschien in englischsprachigen Regionen eine Direct-to-Video-Veröffentlichung von ADV Films mit englischer Sprachüberausgabe, welche die beiden japanischen OVA zu einem 54-minütigen Film zusammenfasste.
Der Film behandelt vor allem den Kampf zwischen Sonic und seinem Roboter-Ebenbild Metal Sonic.

## Handlung
Sonic the Hedgehog und Tails genießen gerade ihren Urlaub auf der schwebenden Insel Angel Island auf Planet Freedom, als Old Man Owl, eine kauzige alte Eule, erscheint und die Nachricht überbringt, dass Sonic schnellstmöglich zum Präsidenten auf South Island kommen soll. Sonic und Tails begeben sich sofort auf die Reise, doch als sie im Präsidentenbüro ankommen, finden sie den Präsidenten und dessen Tochter Sara gefesselt vor, während Dr. Eggman auf dem Präsidentenstuhl Platz genommen hat. Dr. Eggman berichtet, dass sich sein stärkster Roboter, Black Eggman, selbstständig gemacht und ihn als seinen Erfinder aus Eggmanland verbannte. Zudem habe Black Eggman den Robotergenerator sabotiert, was eine gewaltige Zerstörung für ganz Eggmanland an Sonnenaufgang zufolge hätte. Dr. Eggman bittet Sonic, Black Eggman zu vernichten und den Generator zu deaktivieren, um Eggmanland zu retten – Im Gegenzug würde er die Leben des Präsidenten und Sara verschonen. Sonic reagiert zunächst sehr widerwillig, stimmt dem Vorhaben aber nach den eindringlichen Bitten und Flehen des Präsidenten und Sara zu. Dr. Eggman übergibt Tails einen Navigator, damit sie Eggmanland schnell finden können.
Als Sonic und Tails das postapokalyptische Land der Dunkelheit erreichen, werden sie bereits vom gigantischen und zähen Roboter Black Eggman begrüßt und müssen im Kampf einiges einstecken. Erst als Knuckles dazustößt und den beiden im Kampf beisteht, kann Black Eggman vernichtet werden. Als Trio erreichen die Helden Eggmanland und während sich Knuckles um die Roboter kümmert, können Sonic und Tails den besagten Generator in letzter Sekunde deaktivieren. Daraufhin wird Sonic vollständig gescannt und Eggmanland verliert seinen kompletten Strom. Plötzlich erscheint der stark beschädigte Black Eggman, aus dem Dr. Eggman und Sara entsteigen, da Dr. Eggman offensichtlich alles von Anfang an geplant hatte.
Die eingescannten Daten werden in einen Roboter namens Metal Sonic geladen, der Sonic ähnlich sieht. Dr. Eggman berichtet, dass Metal Sonic durch die Scans nun über alles Wissen und Kampferfahrung von Sonic verfügt, sodass sich die beiden ebenbürtig sind. Es entbrennt ein langer und furioser Kampf zwischen Sonic und Metal Sonic, bei dessen Ausmaß und Zerstörungswut sowohl Tails und Knuckles, als auch Dr. Eggman und Sara flüchten müssen. Als Sonic schließlich nicht mehr auffindbar ist, nimmt Metal Sonic an, gewonnen zu haben und teilt Dr. Eggman dies mit.
Auf Dr. Eggmans Befehl hin legt Metal Sonic eine Insel nach der anderen in Schutt und Asche. Tails und Knuckles kehren auf Angel Island zurück, finden diese bereits in zerstörtem Zustand vor, aber der zurückgelassene Old Man Owl ist allen Sorgen zum Trotz unverletzt und berichtet von Metal Sonics vorübergehendem Besuch, wenngleich er ihn für Sonic hielt. In seiner Werkstatt arbeitet Tails an Dr. Eggmans Navigator und möchte ihn umprogrammieren, um Metal Sonic damit zu lokalisieren. Währenddessen ruft der Präsident per Videoanruf in der Werkstatt an, um sich von Tails und Knuckles über die Geschehnisse informieren zu lassen. Daraufhin offenbart sich Sonic im Büro des Präsidenten, der beim Kampf gegen Metal Sonic durch eine Warpzone versehentlich in Sicherheit teleportiert wurde. Als bekannt wird, dass sich Metal Sonic zum Gletscher am Nordpol bewegt, rast Sonic dorthin los. Tails und Knuckles fliegen daraufhin mit dem Doppeldecker-Flugzeug namens Tornado ebenfalls Richtung Nordpol. Derweil drängt Dr. Eggman Sara zur Hochzeit, da er seine neue Welt, über die er nach Metal Sonics Zerstörung herrschen will, mit Kindern von ihm und Sara bevölkern möchte.
Auf den Eisebenen des Nordpols treffen Sonic und Metal Sonic wieder aufeinander und es kommt zu einem erneuten, spektakulären Kampf der Superlative. Als die Angriffe versehentlich auch Dr. Eggman und Sara treffen, erscheint Knuckles im letzten Moment, um die in die Tiefe stürzende Sara zu retten. Es kommt parallel zum Luftkampf zwischen Tails und Dr. Eggman, bei dem der Tornado zerstört wird. Einen riskanten Plan von Tails, um Sonic im Kampf gegen Metal Sonic zu helfen, indem Knuckles feurige Magma aus dem Boden auf die Eisschollen lenkt, befolgt Knuckles erst, nachdem Sara ihm mit einem Kuss dazu überredet. Zudem kann Tails mit dem manipulierten Navigator Metal Sonic vorübergehend stoppen, sodass Sonic ihm kritischen Schaden zufügen kann.
Plötzlich erscheint der Präsident, der sich aus Sorge mitsamt Old Man Owl ebenfalls zum Nordpol aufgemacht hat, jedoch kracht er mit seinem Flugzeug gegen einen Eisberg und steckt lebensbedrohlich fest. Dr. Eggman hindert Tails und Knuckles daran, dem Präsidenten zu Hilfe zu eilen. Zu aller Überraschung ist es Metal Sonic, der den Präsidenten und Old Man Owl aus dem explodierenden Flugzeug rettet, obwohl er dabei selbst großen Schaden erleidet und nahe der fließenden, steigenden Lava in einem Krater landet. Metal Sonic versucht kriechend, der steigenden Lava zu entkommen, ist jedoch sichtbar zu langsam. Sonic eilt herbei und reicht Metal Sonic seine helfende Hand, doch Metal Sonic schlägt Sonics Hand weg. Während er von der Lava verschlungen wird, spricht Metal Sonic seinen einzigen Satz im Film, nämlich dass es nur einen Sonic geben kann. Während die anderen feiern, trauert Sonic aufgrund Metal Sonics Ende, da sich dieser offensichtlich selbst geopfert hat, weil er teils auch über Sonics Selbstlosigkeit und Bedürfnis anderen zu helfen verfügte. Dr. Eggman berichtet, dass er Sonics Daten zusätzlich auf einer CD abgespeichert habe, womit er einen noch stärkeren Metal Sonic ohne Sonics moralischen Eigenschaften erschaffen will, jedoch wird die einzige CD kurz darauf von einem kleinen Roboter Dr. Eggmans vernichtet. Von Knuckles herausgefordert, rennt Sonic daraufhin allen davon. 

## Veröffentlichung
Produziert von Sega, Studio Pierrot und General Entertainment, wurde der Film unter der strengen Aufsicht von Sonics Schöpfern Yūji Naka und Naoto Ōshima vom Sonic Team entwickelt. Zunächst stand das zweiteilige OVA nur zum VHS-Verleih bei der Taki Corporation in Japan zur Verfügung, die erste Hälfte ab dem 26. Januar 1996 und die zweite Hälfte ab dem 22. März 1996. Ab dem 31. Mai 1996 konnten beide Teile auch unabhängig in Japan regulär erworben werden.
Im Mai 1998 erwarb ADV Films die Rechte am Film und übersetzten den Film in Englisch, sodass dieser in englischsprachigen Regionen am 7. September 1999 für VHS und DVD veröffentlicht wurde. In den Vereinigten Staaten sollte der Release des Films auch die Verkaufszahlen des neu erschienenen Sega Dreamcast und dem dazugehörigen Vorzeigespiel Sonic Adventure positiv beeinflussen. Eine englische Neuveröffentlichung auf DVD erfolgte am 13. Januar 2004. Eine deutschsprachige Umsetzung erschien nie.

## Synchronisation
Sowohl die japanische Synchronisation 1996, als auch die englische Umsetzung 1999 nutzten komplett alleinstehende Sprechercasts, also keiner der Synchronsprecher kam in vorherigen oder späteren Medien oder Videospielen nochmal zum Einsatz. Gerade im englischsprachigen Bereich wurden September 1999 gleich drei neue Sprechercasts für die Sonic-Charaktere eingeführt: Neben dem OVA erschien zudem die TV-Serie Sonic Underground (1999) und das Videospiel Sonic Adventure (1998, englischsprachige Version 1999), die alle auf andere Sprechercasts setzten.
In der englischsprachigen Version wird Dr. Eggman noch als Dr. Robotnik bezeichnet, des Weiteren Black Eggman als Metal Robotnik, Eggmanland als Robotropolis und Metal Sonic als Hyper Metal Sonic.
| Synchronsprecher in Sonic the Hedgehog (OVA) | Synchronsprecher in Sonic the Hedgehog (OVA) | Synchronsprecher in Sonic the Hedgehog (OVA) |
| Figur im Film                                | Englischer Synchronsprecher                  | Japanischer Synchronsprecher                 |
| -------------------------------------------- | -------------------------------------------- | -------------------------------------------- |
| Sonic the Hedgehog                           | Martin Burke                                 | Masami Kikuchi                               |
| Miles Tails Prower                           | Lainie Frasier                               | Hekiru Shiina                                |
| Knuckles the Echidna                         | Bill Wise                                    | Yasunori Matsumoto                           |
| Metal Sonic                                  | Gary Dehan                                   | Masami Kikuchi                               |
| Dr. Eggman                                   | Edwin Neal                                   | Jumpei Takiguchi                             |
| Präsident                                    | Edwin Neal                                   | Yuzuru Fujimoto                              |
| Sara                                         | Sascha Biesi                                 | Mika Kanai                                   |
| Old Man Owl                                  | Charles Campbell                             | Chafuurin                                    |